# Camponotus sibreei
Camponotus sibreei är en myrart som beskrevs av Auguste-Henri Forel 1891. Camponotus sibreei ingår i släktet hästmyror, och familjen myror. Inga underarter finns listade.